# Де Вит, Франк
Франк де Вит (род. 13 февраля 1996, Хемскерк, Северная Голландия) — нидерландский дзюдоист, призёр чемпионата мира 2021 года, серебряный призёр чемпионата Европы 2024 года. Участник летних Олимпийских игр 2016 и II Европейских игр 2019 года.

## Спортивная карьера
Родился в 1996 году в Бевервейке в Нидерландах . 
В 2016 году Франк принял участие в соревнованиях по дзюдо на летних Олимпийских играх, которые проходили в Рио-де-Жанейро. В первом раунде уступил болгарину Ивайло Иванову. 
В 2017 году на турнирах из серии Большого шлема по дзюдо, которые проходили в Париже и в Абу-Даби одержал победы в весовой категории до 81 килограмма. 
Де Вит принял участие в соревнованиях на II Европейских играх, которые проходили в Минске в 2019 году, уступил в 1/4 финала венгру Аттиле Унгвари.
В 2019 года в Грузии, в Тбилиси одержал победу на соревнованиях серии Гран-при по дзюдо в весовой категории до 81 кг, поборов в финале спортсмена из Германии Тимо Кавелиуса. 
На предолимпийском чемпионате мира 2021 года, который проходил в Будапеште в Венгрии нидерландец завоевал бронзовую медаль в весовой категории до 81 кг, победив в схватке за третье место японского спортсмена Сотаро Фудзивару.